# Franklin Township (comté de Carroll, Arkansas)
Franklin Township est l'un des vingt et un townships du comté de Carroll, en Arkansas, aux États-Unis.

### Source de la traduction
- (en) Cet article est partiellement ou en totalité issu de l’article de Wikipédia en anglais intitulé « Franklin Township, Carroll County, Arkansas » (voir la liste des auteurs).